# کیم جونگ اوک
کیم جونگ اوک (Kim Jong-ok) (زاده ۱۹۷۳) نویسنده کره جنوبی است. او فعالیت ادبی خود را زمانی آغاز کرد که داستان کوتاهش "Georiui masulsa" (거리의 마술사 The Street Magician) در مسابقه نویسندگان جدید Munhwa Ilbo در سال ۲۰۱۲ برنده شد. برای همین داستان کوتاه جایزه بزرگ نویسندگان جوان Munhakdongne را نیز دریافت کرد.
کیم جونگ اوک در سال ۱۹۷۳ در سئول به دنیا آمد. او در رشته ادبیات کره ای از دانشگاه کیونگ هی فارغ‌التحصیل شد. او با سون بومی، نویسنده ازدواج کرد.

## آثار
- Gwacheon, uriga haji aneun il (과천, 우리가 하지 않은 일 Gwacheon, Something We Haven't Done), 2015
- Simba the King Lion, 1995

## جوایز
- جایزه بزرگ نویسندگان جوان Munhakdongne، ۲۰۱۵.